# Cristall de temps
En física de la matèria condensada, un cristall de temps és un sistema quàntic de partícules on l'estat de més baixa energia és aquell en què les partícules es troben en moviment repetitiu. El sistema no pot perdre energia amb el medi ambient i aturar-se perquè ja es troba en el seu estat fonamental quàntic. Els cristalls de temps van ser proposats per primera vegada teòricament per Frank Wilczek el 2012 com un anàleg basat en el temps dels cristalls comuns, mentre que els àtoms dels cristalls es disposen periòdicament a l'espai, els àtoms d'un cristall de temps es disposen periòdicament tant en l'espai com en el temps. Diversos grups diferents han demostrat la matèria amb evolució periòdica estable en sistemes que són impulsats periòdicament. Pel que fa a l'ús pràctic, els cristalls de temps es podrien utilitzar algun dia com a memòria d'ordinador quàntica.
L'existència de cristalls a la natura és una manifestació de la ruptura de simetria espontània, que es produeix quan l'estat de menor energia d'un sistema és menys simètric que les equacions que regeixen el sistema. En l'estat fonamental del cristall, la simetria translacional contínua a l'espai es trenca i es substitueix per la simetria discreta inferior del cristall periòdic. Com que les lleis de la física són simètriques sota translacions contínues en el temps i l'espai, l'any 2012 va sorgir la qüestió de si és possible trencar la simetria temporalment i crear així un "cristall de temps" que sigui resistent a l'entropia.
Si es trenca una simetria de translació de temps discreta (que es pot realitzar en sistemes controlats periòdicament), llavors el sistema es coneix com un cristall de temps discret. Un cristall de temps discret no arriba mai a l'equilibri tèrmic, ja que és un tipus (o fase) de matèria no en equilibri. La ruptura de la simetria temporal només es pot produir en sistemes sense equilibri. De fet, els cristalls de temps discrets s'han observat als laboratoris de física des del 2016. Un exemple d'un cristall de temps, que demostra una simetria temporal no equilibrada i trencada, és un anell d'ions carregats en rotació constant en un estat d'energia més baixa.

Procés normal (procés N) i procés Umklapp (procés U). Mentre que el procés N conserva l'impuls del fonó total, el procés U canvia l'impuls del fonó.

## Concepte
Els cristalls ordinaris (no temporals) es formen mitjançant la ruptura de simetria espontània relacionada amb una simetria espacial. Aquests processos poden produir materials amb propietats interessants, com ara diamants, cristalls de sal i metalls ferromagnètics. Per analogia, un cristall de temps sorgeix per la ruptura espontània d'una simetria de traducció temporal. Un cristall de temps es pot definir informalment com una estructura d'autoorganització periòdica. Mentre que un cristall ordinari és periòdic (té una estructura que es repeteix) a l'espai, un cristall del temps té una estructura que es repeteix en el temps. Un cristall de temps és periòdic en el temps en el mateix sentit que el pèndol d'un rellotge accionat per pèndol és periòdic en el temps. A diferència d'un pèndol, un cristall de temps s'autoorganitza "espontàniament" en un moviment periòdic robust (trencant una simetria temporal).

## Termodinàmica
Els cristalls de temps no violen les lleis de la termodinàmica: l'energia en el sistema global es conserva, aquest cristall no converteix espontàniament l'energia tèrmica en treball mecànic i no pot servir com a magatzem perpetu de treball. Però pot canviar perpètuament en un patró fix en el temps mentre es pugui mantenir el sistema. Posseeixen "moviment sense energia" : el seu moviment aparent no representa energia cinètica convencional. Els recents avenços experimentals en l'anàlisi de cristalls de temps discrets en els seus estats de no equilibri impulsats periòdicament han portat a l'exploració inicial de noves fases de la matèria no equilibrada.

## Història

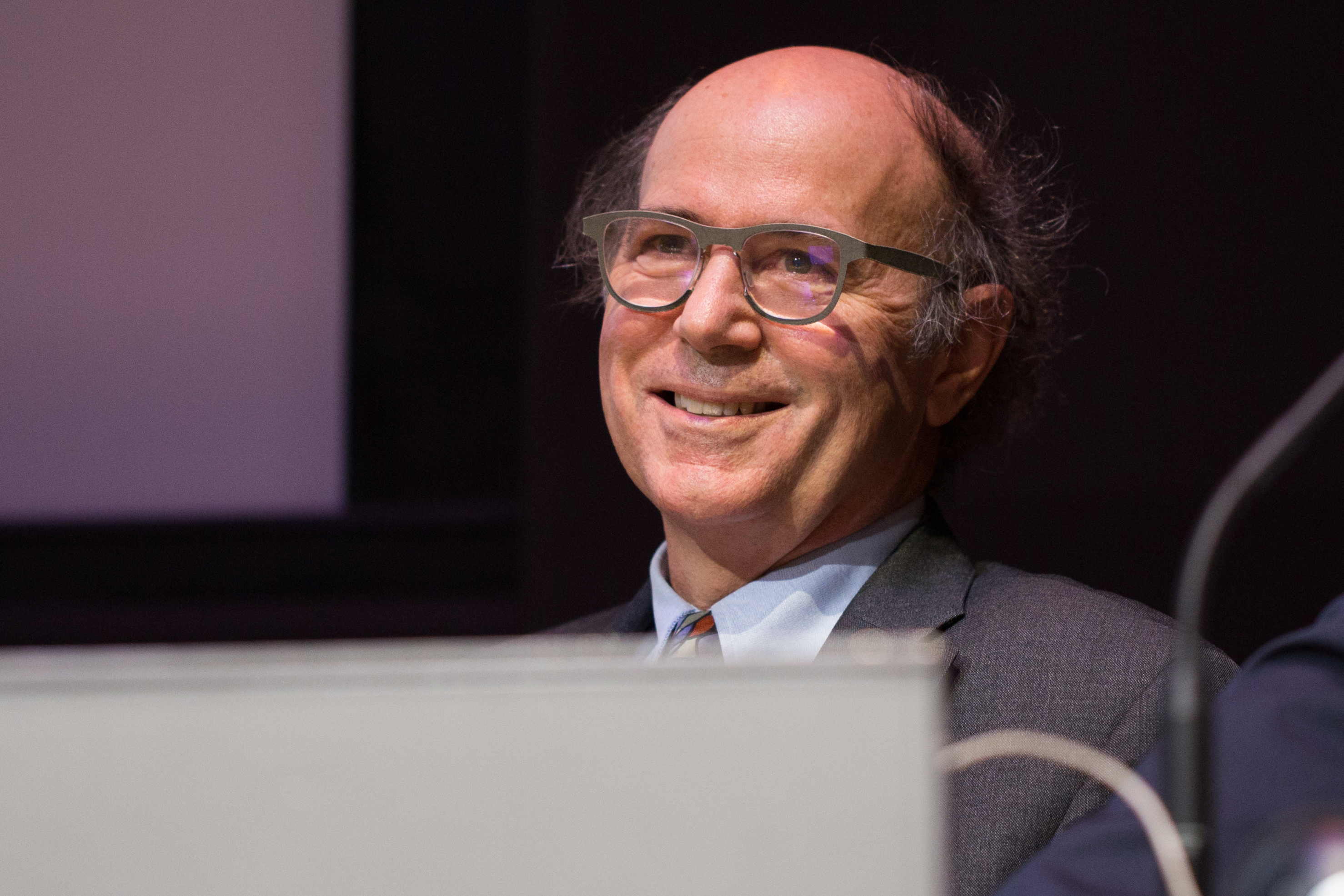
El premi Nobel Frank Wilczek a la Universitat de París-Saclay

La idea d'un cristall de temps quantificat va ser teoritzada l'any 2012 per Frank Wilczek, un premi Nobel i professor del MIT. L'any 2013, Xiang Zhang, un nanoenginyer de la Universitat de Califòrnia, Berkeley, i el seu equip van proposar crear un cristall de temps en forma d'un anell d'ions carregats en rotació constant.